# Indigofera platypoda
Indigofera platypoda är en ärtväxtart som beskrevs av Ernst Meyer. Indigofera platypoda ingår i släktet indigosläktet, och familjen ärtväxter. Inga underarter finns listade i Catalogue of Life.